# Valerie Bisscheroux
Valerie Bisscheroux (Arnhem, 29 november 1993) is een Nederlandse regisseur en producent. Bisscheroux heeft gestudeerd aan de Nederlandse Filmacademie (productie, lichting 2017) en maakte haar regiedebuut met de coming-of-age-dramaserie ANNE+.
Bisscheroux groeide op in Limburg. Ze volgde het vwo aan Trevianum Scholengroep te Sittard en volgde daarna een propedeuse-jaar Media and Entertainment Management aan de NHTV in Breda.
Vanaf haar tienerjaren verdiepte Bisscheroux zich in representatie van lgbtiq+-personages in films en series. In 2015 begon ze samen met Maud Wiemeijer aan de ontwikkeling van de dramaserie ANNE+, met Hanna van Vliet in de hoofdrol. ANNE+ werd geboren vanuit een gebrek aan positieve representatie van queer vrouwen in de Nederlandse filmindustrie. Het eerste seizoen bestaat uit zes afleveringen van twaalf minuten, geproduceerd vanuit de ANNE+ Stichting in coproductie met Millstreet Films. De serie werd gemaakt in samenwerking met de omroep BNNVARA en NPO 3 (en het eerste seizoen in samenwerking met 3LAB). Het tweede seizoen bestaat uit acht afleveringen van 25 minuten en is na een Nederlandse release verkocht aan het Britse on-demandplatform Walter Presents van Channel 4. De speelfilm ANNE+ draaide in de Nederlandse bioscopen in 2021 en is wereldwijd te zien via Netflix. Hoofddoel van Bisscheroux als filmmaker is het brengen van positieve en genuanceerde representatie van lgbtq+-personages en verhaallijnen in films en series, een representatie die ze vroeger zelf gemist heeft.